# Brad Butterworth

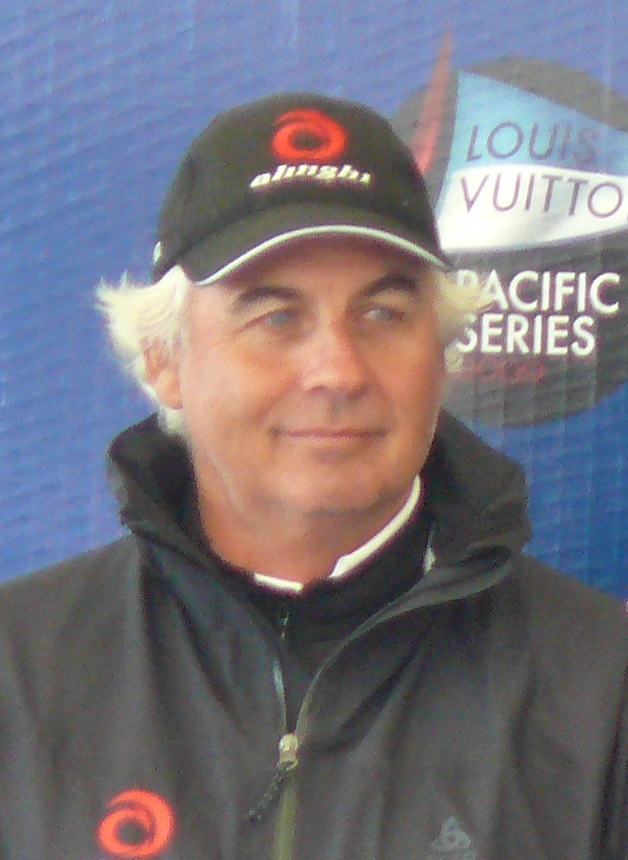
Brad Butterworth

Bradley William Butterworth, OBE (* 1959 in Te Awamutu) ist ein neuseeländischer Regattasegler.
Butterworth gilt als einer der besten Segel-Taktiker auf der Welt und gewann viermal den America’s Cup. Er gewann auf der Yacht Black Magic (1995, 2000) für Neuseeland, und auf der Yacht Alinghi (2003, 2007) für die Schweiz.
Butterworth unterstützte als Taktiker Chris Dickson bei Neuseelands erster America’s Cup Herausforderung in den Jahren 1986–1987 und Russell Coutts im Jahr 1992 bei den Regatten um den Louis Vuitton Cup.
Seine eigene Rolle als Taktiker (engl. afterguard) beschrieb er selbst in aller Bescheidenheit so: „My job is to observe the other boats when racing. I have to decide where we ought to be, in which direction we ought to go, given the wind and the adversary’s position.“
Nach Russell Coutts Weggang beim Team Alinghi übernahm er im Jahr 2004 im Team die Position eines Skippers.
Beim 33. America’s Cup war Butterworth der Skipper des Titelverteidigers Alinghi. Allerdings gewann der Trimaran USA 17 den Wettkampf mit deutlichem Vorsprung.

## Auszeichnungen
- 1995 Order of the British Empire (OBE)
- 2004 Ehrenmitglied in der America’s Cup Hall of Fame